# Ludvig Mylius-Erichsen
Ludvig Mylius-Erichsen, född 15 januari 1872 i Viborg, död 25 november 1907 på Grönland, var en dansk författare och polarforskare som är mest känd för att ha utforskat Grönland. 

## Första expeditionen
Mylius-Erichsen blev 1895 student samt skrev bland annat skådespelet Tatere (1898), en samling berättelser, Vestjyder (1900) och Den jydske Hede før og nu (1903). Åren 1902-04 deltog han i den "litterära" Grönlandsexpeditionen längs Grönlands västkust (tillsammans med målaren greve Harald Moltke och författaren Knud Rasmussen). Expeditionen drog med hundslädar från den nordligaste danska kolonin förbi Kap Alexander till Kap York över den isfyllda och svårtillgängliga Melville Bay och tillbringade vintern 1903–1904 tillsammans med inuiterna vid Kap York. Färden beskrevs av Mylius-Erichsen och Moltke i Grønland. Illustreret skildring (1906).

## Danmarksexpeditionen
För undersökandet av den vid denna tid ännu outforskade delen av östra och nordöstra kusten av Grönland utrustades, med ett statsanslag av 130 000 kronor, Danmarksexpeditionen. Den bestod av 28 personer jämte ledaren och reste med den före detta valfångaren Danmark, som den 24 juni 1906 avgick med proviant för tre år och ankom till Koldeweys ö 13 augusti. Fartyget gick i vinterhamn i Danmarkshavn innanför Kap Bismarck (76° 45’ nordlig bredd). Hus byggdes, de vetenskapliga undersökningarna sattes igång, och trakten undersöktes med slädturer. Huvudvikten lades på kartografiska arbeten och på utläggning av depåer mot norr. Den 28 mars 1907 åkte 10 hundslädar under ledning av Mylius-Erichsen norrut längs kusten. Trakten kartlades på olika sträckor. Meningen var att Mylius-Erichsen tillsammans med löjtnant Niels Peter Høeg Hagen och den grönländske kateketen Jørgen Brønlund skulle arbeta sig upp i Pearykanalen till Kap Glacier, där Robert Edwin Peary varit 1892 och 1895, medan löjtnant Johan Peter Koch tillsammans med Bertelsen och grönländaren Tobias skulle gå över kanalen till Peary Land och undersöka detta till den punkt dit Peary nådde 1900. Båda avdelningarna arbetade tillsammans, men kusten gick i nordöstlig riktning, inte åt nordväst som de antagit, vägen blev betydligt större än den som provianteringen hade beräknats för. Slutligen passerades landets nordöstligaste punkt (Nordöstrundningen), som visade sig ligga 260 kilometer längre mot nordöst än som tidigare antagits.
Där nedlades den sista depån och några dagar senare skildes de båda avdelningarna. Koch med följeslagare drog mot norr, och Mylius-Erichsen följde kustlinjen, som han antog skulle föra rakt på Kap Glacier. Men han misstog sig om vägen igen. Utanför den yttersta udden, Kap Rigsdagen, mötte de 27 maj Kochs avdelning, som nu löst sin uppgift, bestämt Grönlands konturer och nu var på återväg. Mylius-Erichsen och Høeg Hagen beslöt att gå vidare mot väst, varemot Kochs avdelning fortsatte söderut och efter en besvärlig färd nådde fartyget 23 juni, sedan den på 88 dagar passerat omkring 2 000 km. Mylius-Erichsens avdelning uteblev.
Allt gjordes för att bringa den undsättning, men utan resultat. På vårsidan 1908 påträffade Koch vid den på Lamberts land (79° nordlig bredd) utlagda depån Brønlunds lik och Høeg Hagens kartskisser samt en dagbok, som gav upplysning om polarfararnas sista färd och tragiska hungersdöd. Från Kap Rigsdagen hade de gått mot väst, stött på ytterligare en fjord, Hagens fjord, men fortsatt vidare och nått sitt mål Kap Glacier samt kartlagt en del av landet norr om kanalen. På återvägen blev de tvungna att tillbringa sommaren vid Danmarks fjord, där de utan tvivel led nöd. På hösten hade de arbetat sig fram söderut, men istället för att följa kusten hade de försökt att från den inre delen av fjorden gå tvärs över inlandsisen till depån på Lambert Land. Høeg Hagen dog den 15 november och Mylius-Erichsen den 25 november. Brønlund hade släpat sig fram till depån för att underrätta världen om sina kamraters seger, kamp och död, men själv omkommit, sannolikt före månadens slut.
Den 22 juli 1908 gick Danmark till sjöss, for ett stycke norrut (till 78°) för hydrografiska undersökningar och kom till Köpenhamn 23 augusti. Under det nära tvååriga uppehållet på Grönland insamlades ett rikt vetenskapligt material i alla de speciella grenar, som var företrädda, kusten kartlades inte bara norrut, utan även mot syd ned till 74 1/2°, och så gott som överallt hittades rester av äldre inuitisk bosättning. De av Mylius-Erichsen kvarlämnade observationsjournalerna vid Danmarks fjord hemfördes av Ejnar Mikkelsen 1912.

## Andra skrifter
- Strandningshistorier (1901)
- Isblink. Digte fra den grønlandske Polarexpedition (1904)